# Arimasa Ōsawa
Arimasa Ōsawa (jap. 大沢 在昌, Ōsawa Arimasa; * 8. März 1956 in Nagoya, Japan) ist ein japanischer Autor von hardboiled-Detektivromanen und Thrillern. Er brach ein Studium an der Keiō-Universität ab.
Schon als Schüler veröffentlichte Ōsawa erste Texte, hatte später mit seinen Kriminalromanen zunächst wenig Erfolg, obwohl er bereits 1979 den ersten Preis für Kriminalroman-Debütanten gewann. Mit dem ersten Band der Hai von Shinjuku-Reihe (1990ff.) gelang ihm schließlich der Durchbruch. Seitdem gehört Ōsawa zu den erfolgreichsten Krimiautoren Japans.
Neben Der Hai von Shinjuku ist Ōsawa auch der Autor zweier weiterer Krimireihen, über den Privatdetektiv Ko Sakuma (1980–2000) und Arubaito (1986–2004).
Auf Deutsch erschienen bisher der erste und zweite Teil der Hai von Shinjuku-Reihe im auf japanische Literatur spezialisierten cass Verlag in der Übersetzung von Katja Busson.

## Werke

### Ko-Sakuma-Reihe
1. Hyōteki Sōro (標的走路, 1980)
2. Tsuisekisha no Kettō (追跡者の血統, 1986)
3. Yukihotaru (雪蛍, 1996)
4. Kokoro de wa Omosugiru (心では重すぎる, 2000)

### Arubaito-Reihe
1. Arubaito Ai (Kurzgeschichtensammlung) (アルバイト探偵, 1986)
2. Arubaito Ai: Chōdokushi o Sagase (アルバイト探偵 調毒師を捜せ, 1987)
3. Joō-heika no Arubaito Ai (女王陛下のアルバイト探偵, 1988)
4. Fushigi no Kuni no Arubaito Ai (不思議の国のアルバイト探偵, 1989)
5. Arubaito Ai: Gōmon Yūenchi (アルバイト探偵 拷問遊園地, 1991)
6. Kaette kita Arubaito Ai (帰ってきたアルバイト探偵, 2004)

### Der Hai von Shinjuku
1. Shinjuku-zame (新宿鮫, 1990, dt. 2005)
2. Shinjuku-zame II – Dokuzaru (毒猿 新宿鮫II, 1991, dt. 2006)
3. Shinjuku-zame III – Shikabane-ran (屍蘭 新宿鮫III, 1993)
4. Shinjuku-zame IV – Mugen ningyō (無間人形 新宿鮫IV, 1993)
5. Shinjuku-zame V – Honō sanagi (炎蛹 新宿鮫V, 1995)
6. Shinjuku-zame VI – Kōri mai (氷舞 新宿鮫VI, 1997)
7. Shinjuku-zame VII – Haiya (灰夜 新宿鮫VII, 2001)
8. Shinjuku-zame VIII – Fūka suimyaku (風化水脈 新宿鮫VIII, 2000)
9. Shinjuku-zame IX – Ōkami-bana (狼花 新宿鮫IX, 2006)
10. Shinjuku-zame X – Kizuna kairō (絆回廊 新宿鮫X, 2011)
11. Shinjuku-zame XI – Anyaku ryōiki (暗約領域 新宿鮫XI, 2019)
12. Shinjuku-zame XII – Heishi (黒石 新宿鮫XII, 2022)

### Deutsche Übersetzungen
- Shinjuku-zame (1990)
  - Der Hai von Shinjuku – Sodom und Gomorrha. Aus dem Japanischen von Katja Busson, cass Verlag Löhne 2005. 256 Seiten, ISBN 3-9809022-2-6
- Shinjuku-zame II. Dokuzaru (1991)
  - Der Hai von Shinjuku – Rache auf chinesisch. Aus dem Japanischen von Katja Busson, cass Verlag Löhne 2007. 321 Seiten, ISBN 978-3-9809022-3-6
  - Giftaffe: Der Hai von Shinjuku. Aus dem Japanischen von Katja Busson, Pendragon 2014. 448 Seiten, ISBN 978-3-86532-417-7

## Preise
- 1978 Shōsetsu-Suiri-Preis für Kanshō no Machikado
- 1991 Preis der Mystery-Autoren Japans für Der Hai von Shinjuku
- 1991 Yoshikawa-Eiji-Preis für Erstlingswerke für Der Hai von Shinjuku
- 1991 Preis für den besten japanischen Krimi des Jahres (Kono Mystery ga Sugoi! 1991) für Der Hai von Shinjuku
- 1993 Naoki-Preis für Shinjuku-Zame IV
- 2000 Preis der Japan Adventure Fiction Association (Nihon Bōken Shōsetsu Kyōkai Taishō) für den Roman Kokoro de wa Omosugiru
- 2001 Preis der Japan Adventure Fiction Association für Yamisaki Annainin
- 2004 Shibata-Renzaburo-Preis für Pandora Airando
- 2006 Preis der Japan Adventure Fiction Association für Shinjuku-Zame IX
- 2010 Japan Mystery Literature Award für sein Lebenswerk
- 2011 Preis der Japan Adventure Fiction Association für Shinjuku-Zame X